# Маркус, Джеймс
Джеймс Маркус (англ. James Marcus; 21 января 1867 — 15 октября 1937) — американский актёр, с 1915 по 1937 год снялся в 109 фильмах.

## Биография
Джеймс Маркус родился в Нью-Йорке и умер в Голливуде, штат Калифорния от сердечного приступа. Наиболее известные фильмы, в которых снялся Джеймс Маркус: «Возрождение», «Оливер Твист» и «Сэди Томпсон».

## Избранная фильмография
- 1915 — Возрождение — Джим Конвей
- 1915 — Кармен
- 1916 — Змея
- 1917 — Преданный
- 1918 — / The Prussian Cur
- 1919 — Эванджелин — Василий
- 1922 — Оливер Твист / Oliver Twist — мистер Бамбл
- 1924 — Красавчик Браммел / Beau Brummel
- 1924 — Железный конь
- 1925 — / Lightnin
- 1925 — Борьба сердца — Судья Мейнард
- 1925 — Орел
- 1926 — Алая буква
- 1926 — Орел моря — Доминик
- 1926 — Сибирь
- 1927 — Детские бакалавра — полковник Картер
- 1927 — Утиный суп
- 1927 — /The Meddlin' Stranger
- 1928 — Сэди Томпсон / Sadie Thompson — Джо Хорн
- 1928 — Пограничный патруль
- 1928 — Месть
- 1930 — Вернуться Платное
- 1930 — / Liliom
- 1932 — Дом Ада
- 1934 — Тропа За
- 1936 — Одинокий след